# Pramort

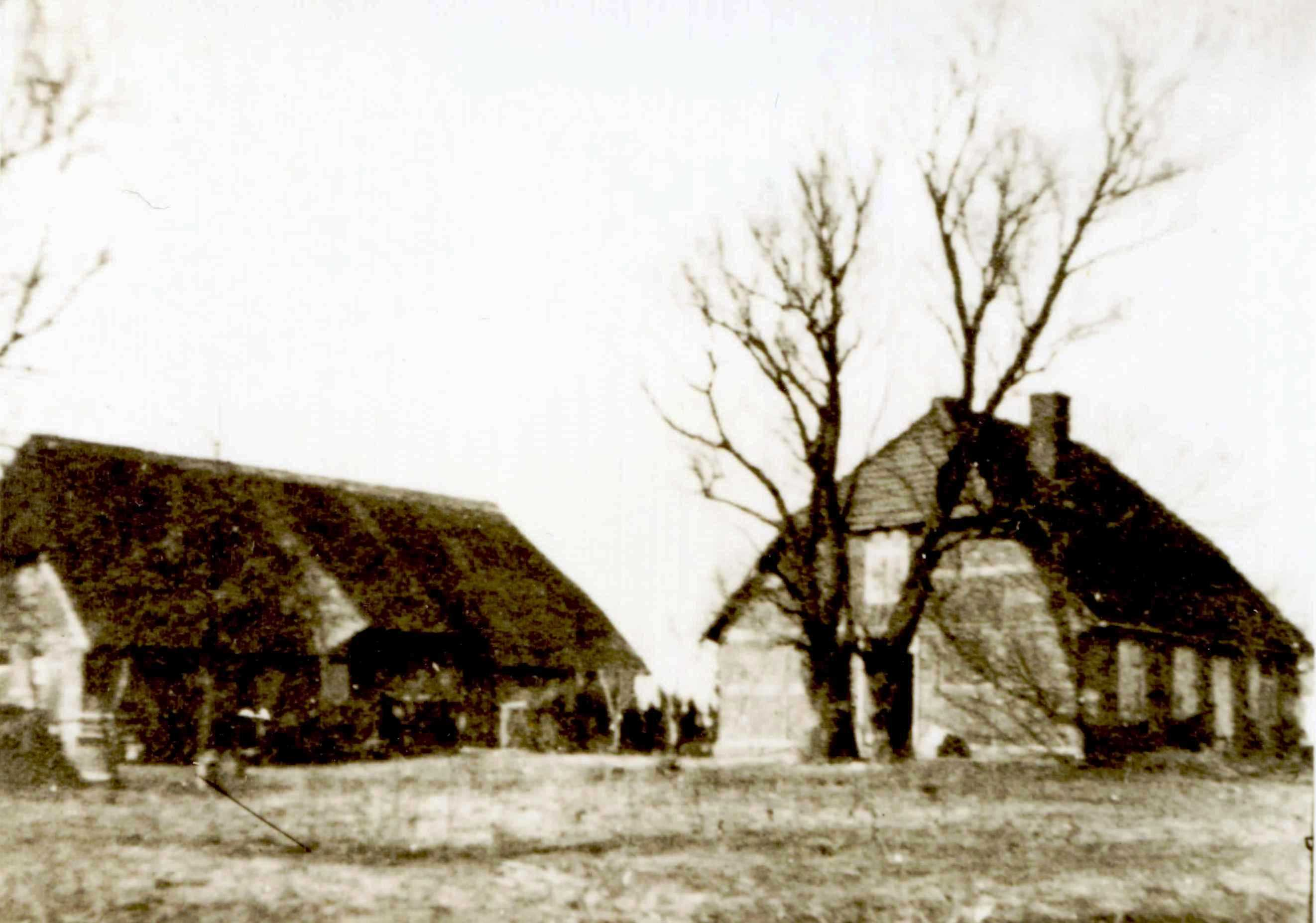
Pramort, Ansiedlung Mathias von Lüttichau (um 1922)

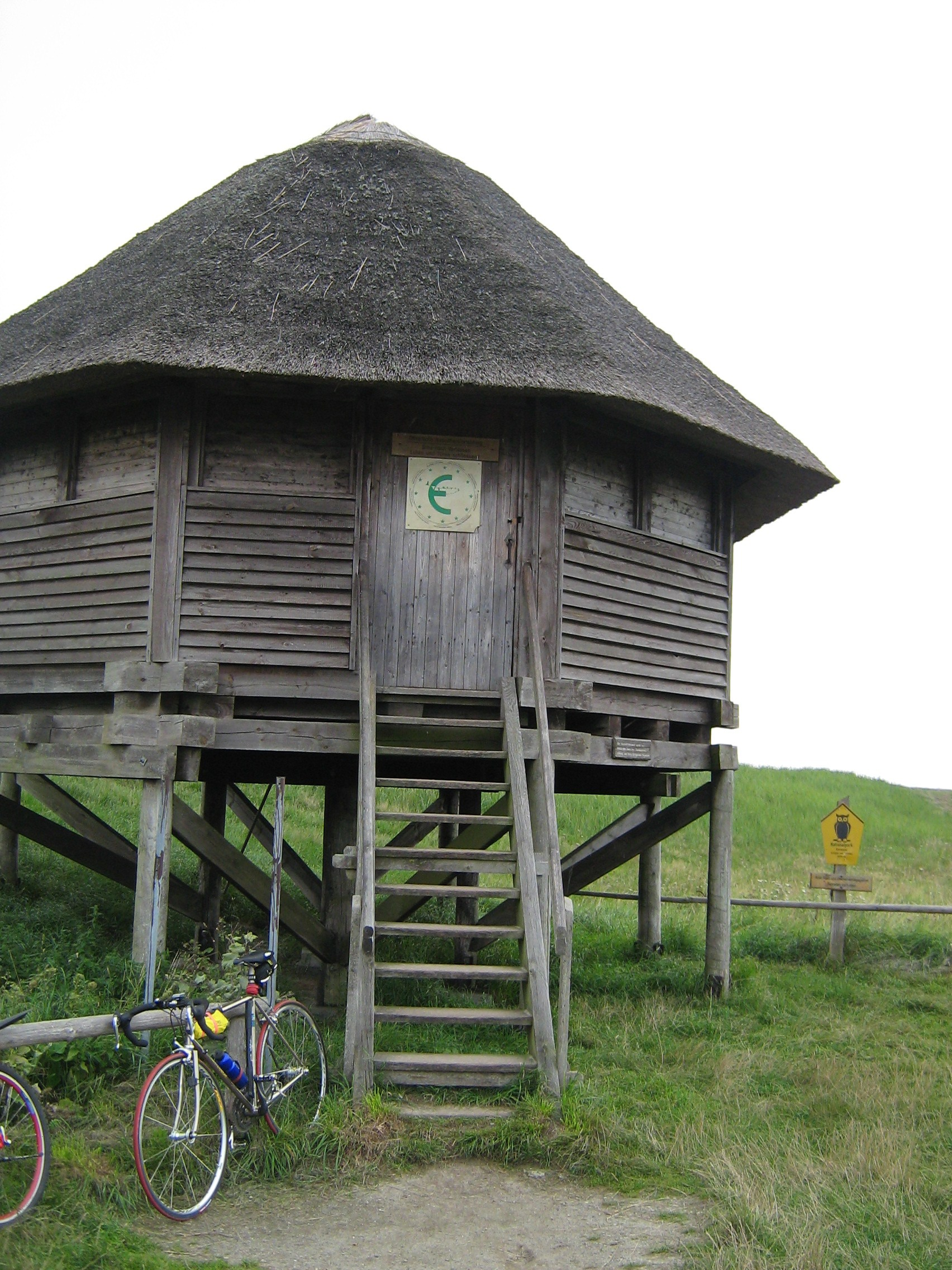
Der Aussichtspunkt in Pramort

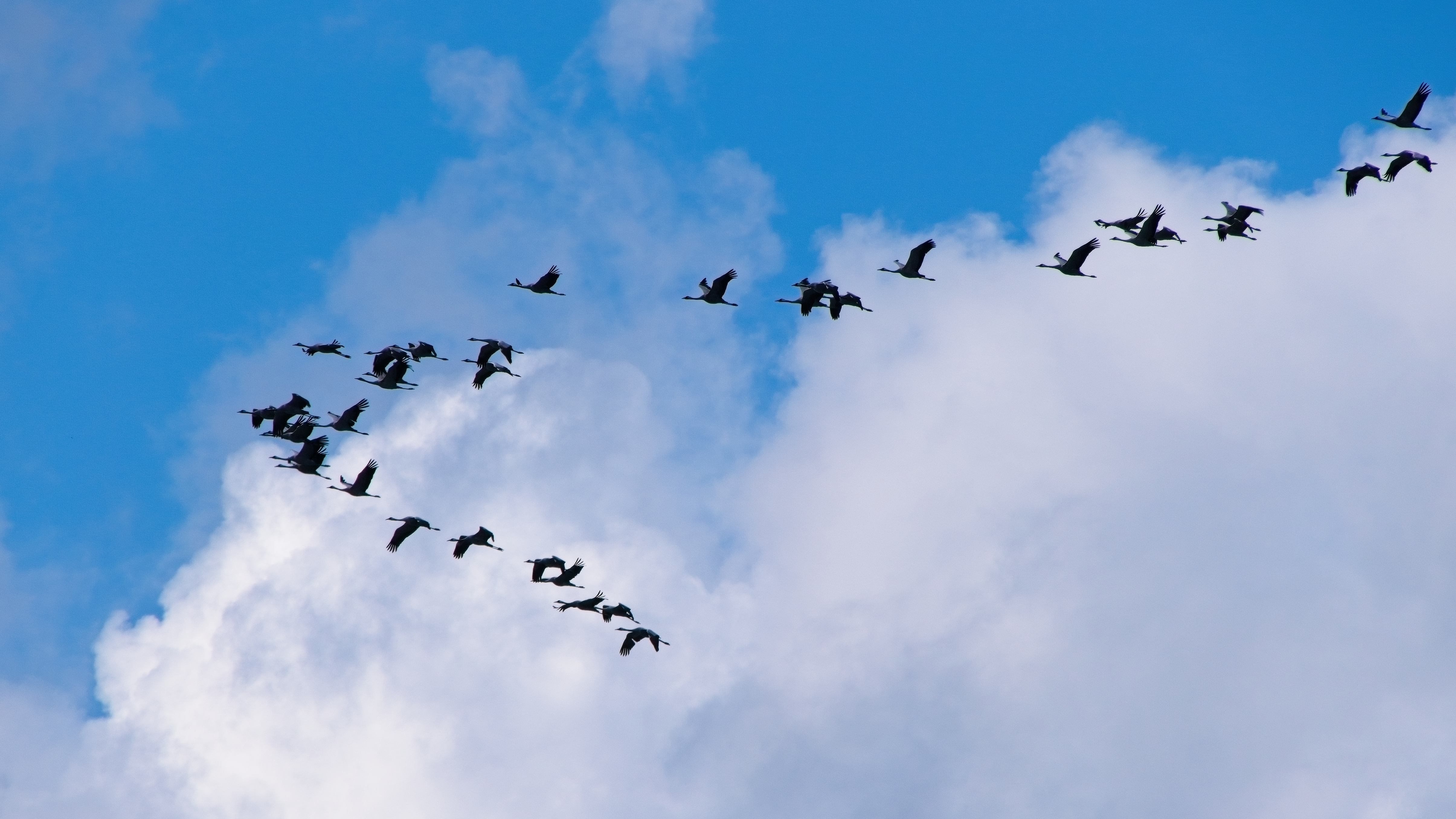
Kraniche über Pramort im September

Pramort war eine Ansiedlung an der östlichen Spitze der Halbinsel Zingst in Mecklenburg-Vorpommern am Ostrand der Sundischen Wiesen. Der Ort war bis mindestens in die 1960er Jahre bewohnt. Heute ist der ehemalige Ort Teil des Nationalparkes Vorpommersche Boddenlandschaft und ein wichtiger Beobachtungspunkt für Kraniche.

## Geschichte
Der Name Pramort stammt vermutlich von den Prahmen, mit denen Vieh zur Insel Großer Werder transportiert wurde. Der Ort wurde in der „Schwedenzeit“ zwischen 1648 und 1815 gegründet, als Pommern in schwedischer Hand war. Die weit vorgestreckte Landzunge wurde mit künstlich angelegten Gräben entwässert und für landwirtschaftliche Zwecke hergerichtet. Mindestens sieben Bauernhöfe wurden auf dem Pramort eingerichtet (siehe Plan Sundische Wiesen).
1937 richtete die Wehrmacht in Sundische Wiese und Pramort einen Schießplatz ein. Die Hohe Düne diente als Kugelfang. Die Bevölkerung wurde umgesiedelt. Nach 1945 kehrten die Bewohner zurück, jedoch richtete die Nationale Volksarmee der DDR 1956 erneut ein militärisches Übungsgelände ein. Ein Teil der Bevölkerung verblieb jedoch bis mindestens in die 1960er Jahre im Ort.
1990 wurde Pramort in den Nationalpark Vorpommersche Boddenlandschaft einbezogen. Die militärischen Anlagen wurden beseitigt. Während der größte Teil der Ostspitze der Halbinsel Zingst Totalreservat ist, blieb die Straße nach Pramort für Besucher zugänglich. Nach 2000 wurde der größte Teil der Straße östlich des Zugangs zum Areal gesperrt und wird seitdem renaturiert. Stattdessen führt ein asphaltierter Weg auf dem Deich nach Pramort, der lediglich für Fahrradfahrer offen ist. Daneben befindet sich ein Wirtschaftsweg.
Nördlich von Pramort liegt die Hohe Düne. Diese Düne ist das größte unbewaldete Dünenfeld an der deutschen Ostseeküste. Ihr höchster Punkt ist elf Meter hoch. In Pramort und an der Hohen Düne befinden sich Beobachtungsplattformen mit Blick auf die Dünenlandschaft, die Ostsee, das östlich gelagerte Windwatt und die Boddenlandschaft. Das östlich von Pramort befindliche Windwatt verbindet, derzeit dauerhaft verlandet, die Halbinsel Zingst mit der ehemaligen Insel Großer Werder.

## Flora und Fauna

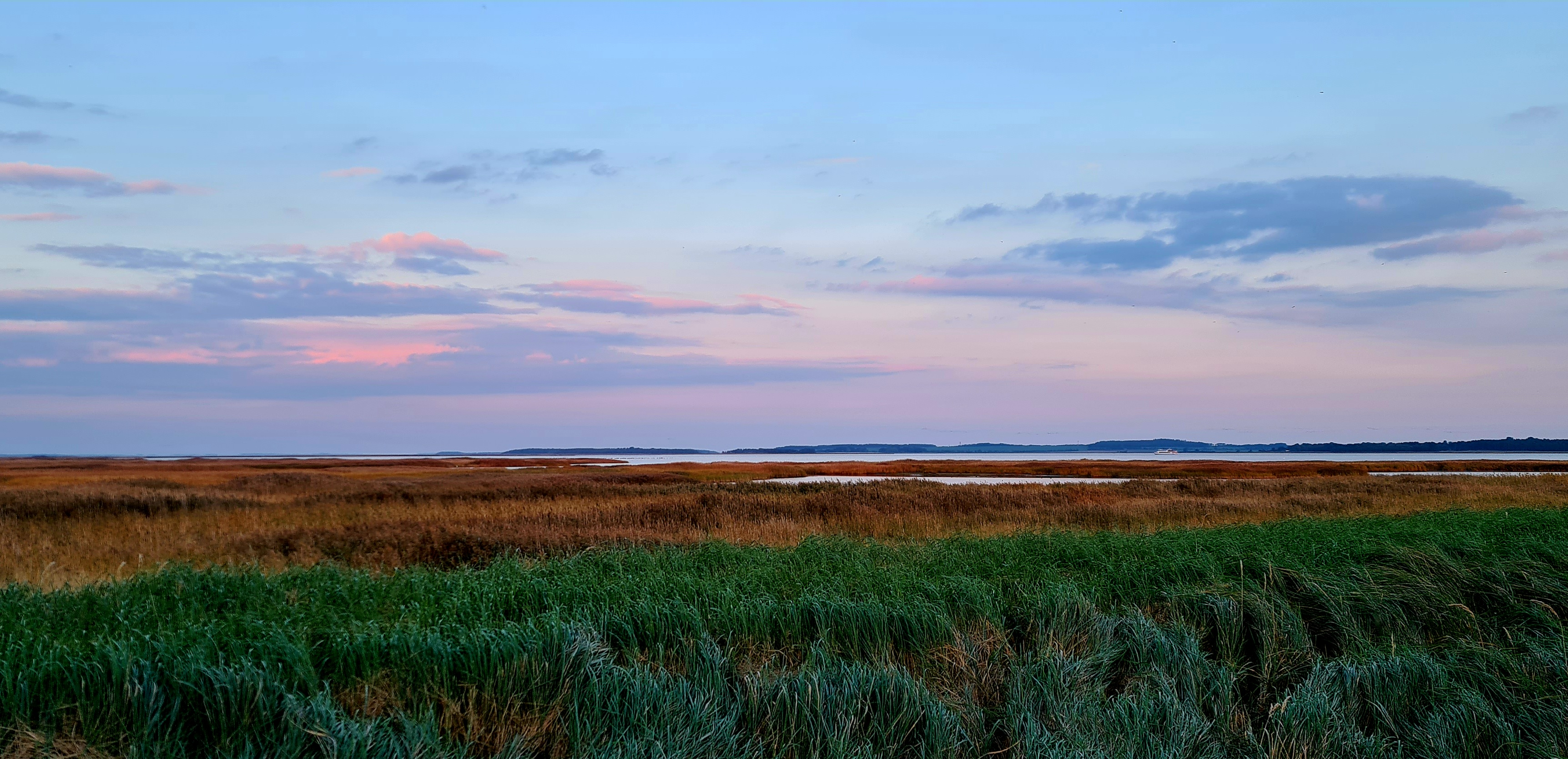
Blick von der Aussichtsplattform in Pramort über die Boddenlandschaft

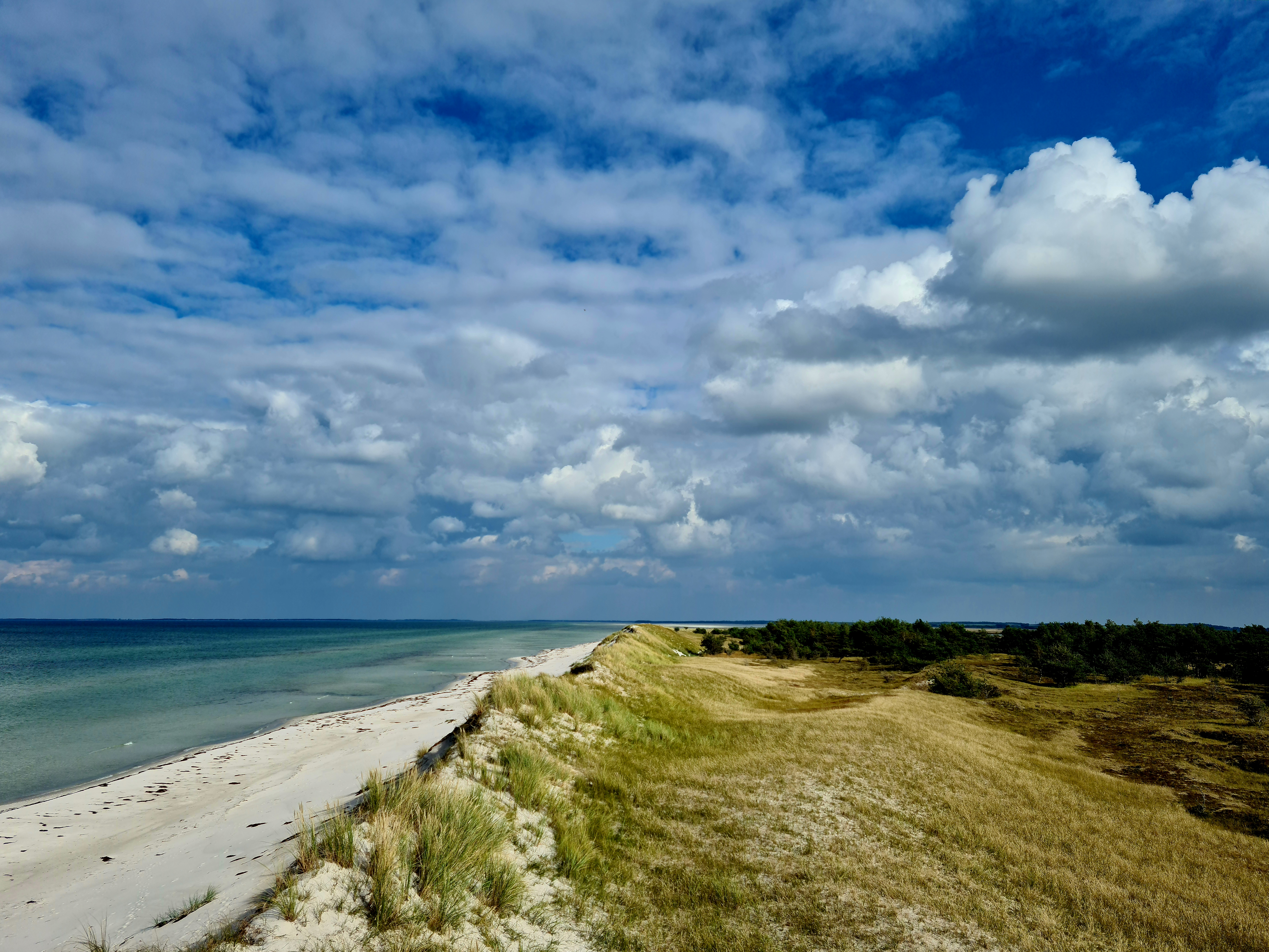
Blick von der Hohen Düne

Das Gebiet um Pramort ist Teil des Nationalparkes Vorpommersche Boddenlandschaft. Die Vegetation weist größere Sumpfgebiete aber auch Heideflächen auf. Südlich der Fahrstraße nach Zingst gehen die Feuchtwiesen und Sumpfgebiete langsam in die entwässerten Weiden der Sundischen Wiesen über. Nördlich der Fahrstraße, auf dem ehemaligen Schießplatz, entstand eine Besenheide mit Sträuchern bis hin zu einzelnen, windzerzausten Bäumen, die sich bis zur Hohen Düne hinzieht. An der Hohen Düne wachsen meist nur spärlich Gräser und Heidekraut. An der Ostseeseite befestigt Strandhafer das Ufer. Das Areal ist Lebensraum einer Vielzahl von Kleintieren und von mehr als 30 Arten von Watvögeln.
Vor allem Kraniche nutzen das Windwatt als Zwischenstation bei ihren Zügen oder auch als Brutplatz. Vom Pramort ist der Zug von Tausenden Kranichen gut zu beobachten. Im Herbst wird der gesamte Bereich vom Nachmittag bis zum Morgen für den allgemeinen Besucherverkehr gesperrt, um eine Beunruhigung der rastenden Kraniche zu vermeiden. Zwischen 15 und 19 Uhr wird täglich eine begrenzte Anzahl von Besuchern durchgelassen.